# Luis Márquez Martín
Luis Márquez Martín (Siviglia, 1º novembre 1971 – Siviglia, 17 aprile 2023) è stato un calciatore spagnolo, di ruolo centrocampista.

## Biografia
Muore all'età di 51 anni, in seguito a una leucemia.

## Carriera
Prodotto del vivaio del Real Betis ha giocato gran parte della sua carriera nella squadra di Siviglia. Vanta 90 presenze e sei reti in Primera División.